# Graben, Slovenia
Graben este o localitate din comuna Ribnica, Slovenia, cu o populație de 15 locuitori.